# Sorgenbarometer
Der Sorgenbarometer ist ein statistischer Index für Alltagssorgen und deren Ursachen in der Schweiz. Es ist ein demoskopisches Informationssystem zur Beobachtung der Bürger-Meinungen in der Schweiz über politisch prioritäre Probleme und ihre Entwicklungen. Die Bürgerschaft wird dabei mit der stimm- und wahlberechtigten Bürgerschaft gleichgesetzt. 
Die Statistik wird regelmässig von gfs.bern (Forschung für Politik, Kommunikation und Gesellschaft) erhoben. Auftraggeber war früher die Credit Suisse, heute die UBS. 

## Inhalt und Methode
Befragt werden in der Regel mehr als 1000 Schweizer Stimmbürger. Um langfristige Trends aufzuzeigen und nicht nur momentane Stimmungen und Meinungen einzufangen, ist die Struktur mit drei Grundfragen seit mehr als 10 Jahren gleich:
- „Was sind die wichtigsten, was sind die dringendsten Sorgen, welche die Bürger und Bürgerinnen in der Schweiz haben?“

Dabei können die Befragten aus einer Liste der 30 dringlichsten Probleme des letzten Jahres jene fünf benennen, die sie für besonders wichtig halten. In der Folge werden die Nennhäufigkeiten mit höchster bis fünfthöchster Wichtigkeit addiert. Im Jahr 2007 wurden Arbeitslosigkeit, Altersvorsorge, Gesundheit und Krankenkassen, Ausländer und die Sorge um die persönliche Sicherheit als dringlichste Probleme angegeben.
- „Wie nehmen sie das wirtschaftliche Umfeld wahr?“

Die Befragten geben an, ob sich ihrer Meinung nach die allgemeine wirtschaftliche Lage verbessert hat, verschlechtert hat oder gleich geblieben ist. Im Jahr 2007 gaben 23 Prozent der Befragten an, die allgemeine wirtschaftliche Lage hätte sich in den vorangehenden 12 Monaten verbessert. Nur 8 Prozent waren der Meinung, die Lage sei schlechter geworden, 58 Prozent fanden sie sei gleichbleibend.
- „Wie beurteilen sie die gesellschaftlichen und politischen Institutionen?“

Mit dieser Frage wird erhoben, welchen gesellschaftlichen und politischen Institutionen die Stimmbürger in welchem Masse vertrauen. Hohes Vertrauen genossen im Jahr 2007 Akteure wie Bundesgericht, Polizei, Banken und Bundesrat, im Mittelfeld liegen Stände- und Nationalrat, Kirchen, Arbeitnehmerorganisationen, die staatliche Verwaltung, die Armee sowie Arbeitgeber-Organisationen. Am wenigsten Vertrauen in der Bevölkerung geniessen UNO und EU sowie die politischen Parteien und die Massenmedien.

## Zusatzbefragung Schweizer Identität
In einer Zusatzbefragung zum Sorgenbarometer wird untersucht, welche Faktoren die politische Identität der Schweizer Stimmberechtigten bestimmen. So müssen die Befragten beispielsweise drei Dinge nennen, wofür die Schweiz für sie persönlich steht. Dabei landeten Sicherheit und Frieden, Neutralität, die Landschaft, materieller Wohlstand, Präzision und Meinungsfreiheit auf den vorderen Rängen. Als wichtigste Stärken der Schweiz werden Schweizer Qualität, Neutralität, Mitspracherecht, Bildung sowie der Finanzplatz genannt, die bedeutendsten Schwächen sind nach Ansicht der Stimmberechtigten zu viele Gesetze, zu hohe Steuern, die hohen Gesundheitskosten, zu wenig Steuergerechtigkeit, zu viel Einwanderung sowie eine zu große Abhängigkeit vom Ausland. Über 90 % der Befragten sind der Meinung, dass die Schweizer Wirtschaft im Vergleich zur ausländischen gut oder sehr gut dasteht. 
Als Faktoren, die die Schweizer Identität gefährden können, werden Einwanderung, Egoismus, internationale Öffnung, der Reformstau sowie die zunehmende Polarisierung genannt. Wichtige politische Ziele sind nach Ansicht der Befragten die Sicherung der Altersvorsorge, Förderung des Wirtschaftswachstums, Senkung der Gesundheitskosten und Bildungsförderung.

## Zusatzbefragung Jugend
In einer weiteren Befragung werden die Lebenseinstellungen der Jugend im internationalen Vergleich untersucht. Dabei geht es vor allem darum, welche Trends unter jüngeren Menschen sie von älteren unterscheiden. Besondere Aufmerksamkeit wird der veränderten Mediennutzung geschenkt. Das Jugendbarometer wurde 2010 erstmals realisiert. Es fand in der Schweiz, in den USA und in Brasilien statt. 

## Team
Das Team des Sorgenbarometers besteht aus den Politikwissenschaftlern Claude Longchamp, Lukas Golder sowie aus Mitarbeitern von GFS Bern.